# Riccardo Broschi
Riccardo Broschi, född cirka  1698 i Neapel, död 1756 i Madrid, var en italiensk operakompositör och bror till operasångaren Carlo Broschi, mer känd som Farinelli.

## Biografi
Riccardo Broschis far Salvatore Broschi var kompositör och kapellmästare vid Puglinesekatedralen, och modern hette enligt dopböckerna i Nicolaikyrkan Caterina Berrese.
Familjen flyttade till Neapel i slutet av 1711, och skrev in sin förstfödde, Riccardo, vid konservatoriet Santa Maria di Loreto, där han fick studera komposition för G. Perugino och F. Mancinipresso. Fadern Salvatare avled oväntat vid 36 års ålder den 4 november 1717. Modern utsåg Riccardo till familjens överhuvud.
Han gjorde debut som operakompositör 1725 med La Vecchia Sorda, varefter han flyttade till London 1726 där han blev kvar till 1734, under vilken tid han skrev 6 heroiska operor, varav den mest framgångsrika blev Artaserse.
1737 flyttade han vidare till Stuttgart och tjänstgjorde en kort tid vid hovet hos Hertig Carl Alexander av Württemberg, innan han återvände till Neapel för att sedermera göra sin bror sällskap i Madrid 1739.

## Operor (i urval)
Originaltitel och stad och år för urpremiären.
- La Vecchia Sorda (Neapel 1725)
- L’Isola Di Alcina (Rom 1728)
- Idaspe (Venedig 1730)
- Arianny e Teseo (Milano 1731)
- Merope (Turin 1732)
- Artaserse (London 1734)
- Nerone (Rom 1735)
- Adriano In Siria (Milano 1735)

### Webbkällor
Den här artikeln är helt eller delvis baserad på material från engelska Wikipedia.